# عمليات القتل المستهدف من قبل جيش الاحتلال الإسرائيلي

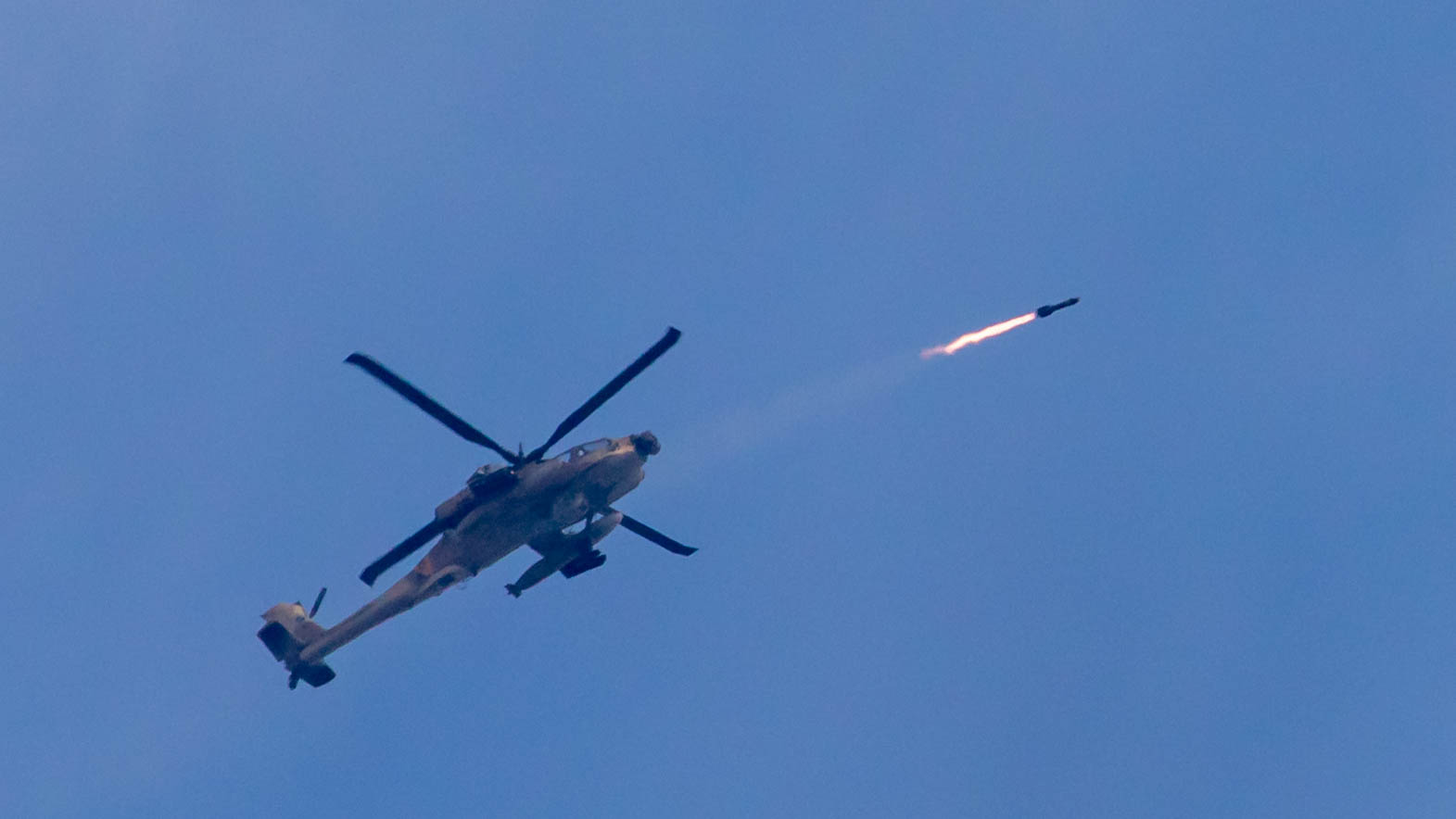

عمليات القتل المستهدف الإسرائيلية، التي يقوم بها جيش الاحتلال الإسرائيلي تسمى أيضًا عمليات الاغتيال خارج نطاق القضاء، المنع المستهدف ((بالعبرية: סיכול ממוקד‏) سيكول مِموكاد) أو الإحباط الموضعي هو مصطلح يستخدم في سياق الصراع الفلسطيني الإسرائيلي يصف القتل المستهدف لأشخاص متهمين بتنفيذ أو تدبير هجمات ضد أهداف إسرائيلية في الأراضي الفلسطينية و/أو داخل إسرائيل.
ويؤكد الجيش الإسرائيلي أنه ينتهج هذه العمليات العسكرية لمنع هجمات وشيكة عندما لا يكون خيار الاعتقال أو إفشال هذه الهجمات بطرق أخرى قابلاً للتنفيذ. وتقول مجموعات حقوق الإنسان أن هذه السياسة ترقى إلى تنفيذ أحكام الإعدام دون محاكمة. في 14 ديسمبر 2006، حكمت المحكمة العليا في إسرائيل أن القتل المستهدف هو شكلاً مشروعاً من أشكال الدفاع عن النفس ضد الإرهابيين، وحددت عدة شروط لاستخدامه. وقد انتقدت مجموعات حقوق الإنسان في إسرائيل وفي الخارج مشروعية الإجراءات الإسرائيلية وارتفاع عدد القتلى من المارة الأبرياء.

## سياسة القتل المستهدف عند إسرائيل
تمارس إسرائيل سياسة القتل المستهدف منذ تكوينها عام 1948، معتبرةً بأنها سياسة وقائية ضرورية لمنع أي إرهاب مسبق ضدها. تسمح هذه السياسة بتنفيذ أي عملية ضد أي سياسي أو عسكري أو مناضل أو حتى رئيس دولة الذي تراه إسرائيل عدوا لها، بادعاء أن اغتيالهم سيمنع تنفيذ أي هجوم ضد الإسرائيليين. ويقوم الجيش الإسرائيلي والأجهزة الأمنية بمطاردة هؤلاء وقتلهم بواسطة طائرات الهليكوبتر أو غيرها من الأساليب.
ففي الخمسينيات ركزت إسرائيل على هذه السياسة بادعاء وقف الهجمات الفدائية من مصر، وبعد عام 1967 ضاعفت إسرائيل استخدامها لهذه السياسة بسب استيلائها على مناطق جديدة وازدياد العمليات الفلسطينية. وفي عام 1971 أستخدمت هذه السياسة بهدف طرد المقاتلين الفلسطينيين من غزة. وفي الثمانينيات حاولت إسرائيل قتل قادة فلسطينيين. واستمرت هذه السياسة في التسعينيات، ضد الفلسطينيين، وضد حزب الله وقادته.
وفي أواخر عام 2000 بدأت موجة من عمليات القتل المستهدف الإسرائيلية، بحيث يعتبر المراقبون بأن النمط الإسرائيلي من الاغتيالات منذ عام 2000 كان غير مسبوق. وقال أحد المحللين السياسيين في صحيفة هآرتس الإسرائيلية، عوزي بنزيمان، «ان عمليات الاغتيال التي تمّ اتخاذها من أعلى الهرم السياسي، تخلق ظروفاً تحفز إسرائيل على استئناف عملياتها العسكرية وتسرع دائرة العنف بعد مرور فترة وجيزة من الهدوء مع الفلسطينيين.» 
وعلی رغم من الإجماع الواضح على اعتبار عمليات الاغتيال خرق للقانون الدولي، ولكن تؤيد إسرائيل رسمياً أعمال القتل المستهدف وتنفيذ العمليات العسكرية الواسعة النطاق.
وقد أدت سياسة القتل المستهدف التي تتبعها قوات الأمن الإسرائيلية إلى سقوط المزيد من القتلى الأبرياء، مما أدی إلی خلق انتقادات واسعة من قبل منظمات معنية بحقوق الإنسان في إسرائيل وخارجها. كما تُتهم إسرائيل من قبل بعض الدول بأنها دولة إرهابية حسب أفعالها الرسمية خلال الصراع بين إسرائيل وغزة. ونشرت المنظمة الإسرائيلية بتسيلم لحقوق الإنسان بالأراضي المحتلة، تقريرا قالت فيه: «إن 425 فلسطينيا قتلوا فی عمليات الاغتيال بين أيلول 2000 وآب 2011، بينهم 251 فلسطينيا (59.1%) كانوا مستهدفين، و174 فلسطينيا (40.9%) كانوا مواطنين لا علاقة لهم بأي نشاط وإنما قتلوا لسبب واحد هو وجودهم بالقرب من موقع العملية.»

## أساليب الضربات وعمليات القتل المستهدف المعروفة

### أساليب الضربات
تم تنفيذ العديد من الضربات بواسطة مروحيات تابعة لسلاح الجو الإسرائيلي (من نوع أباتشي إيه إتش-64 بشكل أساسي) التي تطلق صواريخ موجهة نحو الهدف، بعد أن يقوم الشاباك بالتزويد بمعلومات استخبارية عن الهدف. أحياناً، عندما تكون هناك حاجة إلى القنابل الثقيلة يتم تنفيذ الضربة بواسطة طائرات حربية من طراز اف-16.

## اغتيال العلماء المرتبطين بالبرنامج النووي الإيراني
اتهمت الحكومة الإيرانية إسرائيل باغتيال العديد من العلماء النوويين الإيرانيين، ومنهم أردشير حسين بور، ومسعود علي محمدي، ومجيد شهرياري، وفريدون عباسي، ومصطفى أحمدي روشن، ومحسن فخري زاده. وأكد مسؤولون أمريكيون أن منظمة مجاهدي خلق الإيرانية المدعومة من إسرائيل نفذت هذه الاغتيالات. وأكدت عدة مصادر أوروبية تورط الموساد في هذه الاغتيالات. وصفت صحيفة الإندبندنت الإنجليزية، في مقال بعنوان "أخطر قتلة العالم"، الموساد بأنه "آلة القتل الوحشية الإسرائيلية"، وذكرت الاغتيالات قائلة إن "توقيع المخابرات الإسرائيلية واضح في كل هذه الاغتيالات".
عقب اغتيال مصطفى أحمدي روشن، صرّح المتحدث باسم الجيش الإسرائيلي: "لن نذرف دمعة على هذه الجريمة". ووفقًا لصحيفة جيروزالم بوست، كان رئيس أركان الجيش الإسرائيلي قد صرّح قبل يوم من الهجوم بأن عام 2012 سيكون عامًا حاسمًا لإيران، وأن أحداثًا غير عادية ستشهدها البلاد. ووصفت مجلة دير شبيغل، نقلًا عن مسؤول استخباراتي إسرائيلي، اغتيال داريوش رضائي نجاد بأنه أول إجراء جدي يتخذه رئيس الموساد الجديد، تامير باردو. وأفادت شبكة إن بي سي الإخبارية باغتيال أربعة علماء نوويين منذ عام 2007، ونقلت عن مسؤول أمريكي لم تُكشف هويته قوله إن الهجمات على المشاركين في البرنامج النووي الإيراني نفّذها أعضاء من منظمة مجاهدي خلق الإيرانية بدعم مالي وتدريبي وتسليحي من جهاز المخابرات الإسرائيلي. وصرح المسؤول الأمريكي لشبكة إن بي سي بأن الحكومة الأمريكية كانت على علم بعملية الاغتيال، لكن لم يكن لها أي دور فيها.